# Cvetoča roža
Cvetoča roža (znanstveno ime Thelephora anthocephala) je gliva iz rodu rož (Thelephora).

## Značilnosti
Trosnjak je visok do 6 cm. Je grmičaste oblike in spominja na cvet. Iz kratkega beta izraščajo stranske, sploščene, globoko zarezane in nazobčane veje. So belkaste do svetlo rjasto rjave barve in sčasoma potemnijo.
Trosovnica je gladka, temno rjava ali sivo-vijolična.
Nima opaznega vonja.

## Razširjenost in življenjski prostor
Raste v skupinah na tleh in tvori mikorizo z listavci. Najdemo jo lahko od julija do novembra. Razširjena je v Severni Ameriki in Evropi.

## Mikroskopske značilnosti
Trosni odtis je rjave barve. Trosi so oglati, nepravilno bradavičasti in merijo 7–11 x 5–8,5 μm. Bazidiji merijo 40–80 × 7–11 μm in imajo dolge sterigme (trosne nosilce), ki merijo 2–4 × 5–7 μm. Brez cistid. Hife so široke 2–6,4 μm in imajo micelijske zaponke.

## Podobne vrste
- pozemska roža (Thelephora terrestris) ima bolj vazasto oblikovan klobuk, ki se lahko razcepi na veje ampak ni tako koralasto razvejana
- grmičasta roža (Thelephora palmata) ima neprijeten vonj po gnilem zelju

## Uporabnost
Neužitna.